# Fińskie Muzeum Narodowe
Fińskie Muzeum Narodowe (fiń. Kansallismuseo, szw. Nationalmuseum) – muzeum położone w Helsinkach przy ulicy Mannerheimintie 34. Przedstawia historię Finlandii od czasów prehistorycznych do współczesności.
Stała ekspozycja muzealna obejmuje sześć działów: 
- I Prehistoryczny (Suomen esihistoria), który stanowi największą ekspozycję archeologiczną w Finlandii;
- II Państwowy (Valtakunta, 1200–1800-luvut) – historia kultury i społeczeństwa Finlandii od średniowiecza do początków XX w.;
- III Kraj i ludzie (Maa ja kansa – Suomalaista kansankulttuuria 1700–1800-luvuilta) – historia życia na wsi przed epoką uprzemysłowienia;
- IV: Wiek XX (1900-luku) – czasowo nieczynny;
- V: Skarbiec (Aarrekammiot) – kolekcja monet, medali, orderów, sreber i broni;
- VI: Wystawa interaktywna VINTTI (Työpaja VINTTI) - wystawa interaktywna Vintti.

## Historia
Muzeum zostało założone w 1893 jako Państwowe Muzeum Historyczne i objęło wcześniejsze, oddzielne zbiory. Obecny budynek muzeum został zaprojektowany przez fińskich architektów: Hermana Geselliusa, Armasa Lindgrena i Eliela Saarinena, którzy w 1902 wygrali konkurs architektoniczny na projekt budynku. Budynek muzeum wzniesiono w latach 1905–1910 a muzeum otwarto w 1916.
Budynek muzeum reprezentuje styl architektury muzealnej panujący na przełomie XIX i XX w. Granitowa fasada budynku i jej steatytowa dekoracja należą do największych osiągnięć tzw. architektury narodowo-romantycznej na terenie Finlandii. Wnętrze reprezentuje trendy architektoniczne z początku XX w. Z centralnego holu prowadza wejścia do poszczególnych działów muzeum. Freski na sklepienie holu wykonał w 1928 Akseli Gallen-Kallela. Są one oparte na wcześniejszych freskach, które artysta wykonał dla dekoracji fińskiego pawilonu na Wystawie Światowej w Paryżu w 1900, a ich tematem ikonograficznym są sceny z fińskiego eposu narodowego Kalevala. 

### Renowacja budynku 1997–2000

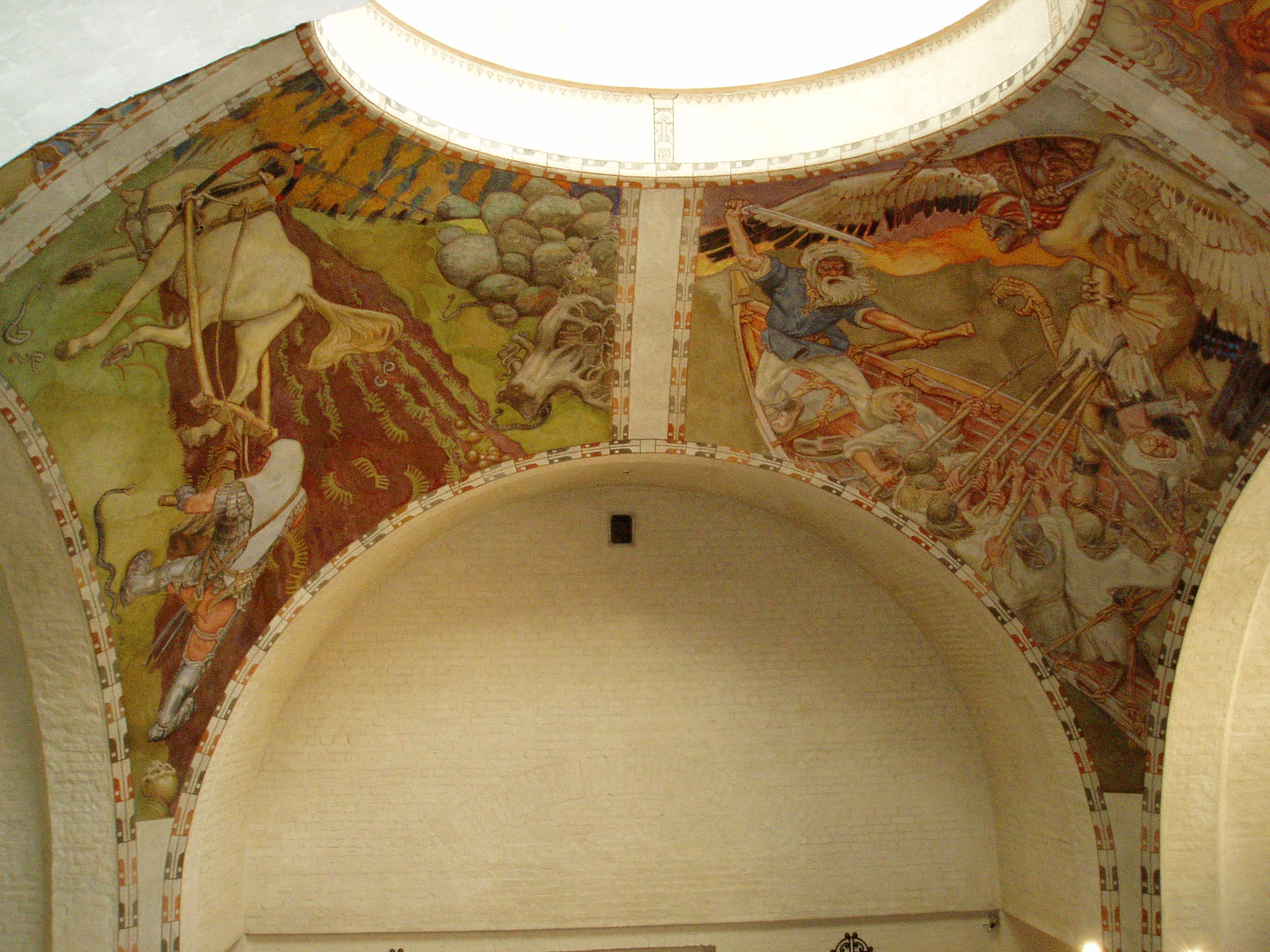
Freski Akseli Gallen-Kallela w holu wejściowym

W 1993 rozpoczęto przygotowania do renowacji budynku Muzeum Narodowego. Plany były gotowe w 1995. Renowacji budynku muzeum dokonano między wrześniem 1997 a marcem 2000. Było to pierwsze tego typu przedsięwzięcie od momentu oddania gmachu do użytku w 1916. Autorem projektu renowacji był profesor Vilhelm Helander. Głównym założeniem było zachowanie pierwotnego wyglądu budowli, jako głównego zabytku architektonicznego. Oczyszczono fasadę gmachu i naprawiono dach oraz stare dębowe okna. Wewnątrz dokonano niezbędnych napraw i zmodernizowano instalacje: elektryczną, centralnego ogrzewania, WC oraz system wentylacyjny. Zachowano przy tym pierwotny wygląd pomieszczeń wystawowych, dokonując jedynie niezbędnych zmian w celu zapewnienia lepszej ekspozycji zbiorów i dostępu do nich publiczności. Poddano konserwacji freski Akseli Gallen-Kallela w holu wejściowym i witraże Erica O. W. Ehrströma w głównej klatce schodowej. Przedłużono szyb windowy do drugiego piętra, a naprzeciwko szatni urządzono sklep muzealny. W dawnej sali bibliotecznej na drugim piętrze urządzono centrum informacyjne. Na parterze zbudowano nowe wejście dla niepełnosprawnych. Przy dziedzińcu wewnętrznym zbudowano audytorium poprzez połączenie trzech dawnych salach wystawowych.

## Zbiory
Archeologiczne, historyczne, numizmatyczne i etnologiczne zbiory muzeum to rezultat prawie 200 lat działalności kolekcjonerskiej. Część eksponatów należała pierwotnie do zbiorów uniwersyteckich w Turku. Część z nich została zniszczona w wyniku pożaru miasta w 1827. Kiedy w 1828 przeniesiono uniwersytet do Helsinek, rozpoczęto jednocześnie gromadzenie zbiorów. W 1893 powołano do życia Państwowe Muzeum Historyczne konsolidując poszczególne zbiory. Kiedy Finlandia uzyskała niepodległość zmieniono nazwę placówki na Fińskie Muzeum narodowe.
W eksponatach i kolekcji graficznej oraz w archiwum zawarte są informacje o ludziach i wydarzeniach na przestrzeni tysiąca lat. Zbiory archeologiczne obejmują ok. 38 tysięcy głównych pozycji. Ilość podpozycji waha się od jednej do wielu tysięcy. Zbiory historyczne obejmują 135 tysięcy eksponatów, etnologiczne – ok. 85 tysięcy, ugrofińskie – ok. 16 tysięcy, ogólne etnograficzne 26 tysięcy, a zbiory monet – ok. 170 tysięcy eksponatów.
Muzeum posiada ponadto bogatą dokumentację archiwalną, w tym ponad 3 miliony obrazów, rysunków i fotografii.

### Kolekcja ilustracji
Na zbiory tego działu składa się materiał ilustracyjny z dziedziny historii, etnologii i historii budownictwa. Zbiory te obejmują ok. 3 miliony starych i nowych dzieł, wytwarzanych przy pomocy różnych technik. Zakres tematyczny kolekcji to: kultura fińska, ugrofińska oraz kultura innych narodów a rodzaje prezentowanych eksponatów to m.in.: fotografie, rysunki, akwarele, szkice pomiarowe, grawiury, karty pocztowe, filmy, wideokasety i in.

### Zbiory archeologiczne
Zbiory archeologiczne różnią się od innych kolekcji muzealnych na przykład tym, iż duża część z nich składa się z fragmentów, które w pierwszej kolejności powinny być dostępne dla badaczy, ale również i one są wystawiane. W zbiorach znajdują się eksponaty z całej obecnej Finlandii oraz z obszarów przyłączonych do Rosji. Główna część kolekcji pochodzi z Rosji, ale są też eksponaty m.in. z innych krajów europejskich, jak również z Egiptu i Palestyny.
Większość zbiorów archeologicznych pochodzi z epoki kamienia, brązu i żelaza. Jednak są też i młodsze znaleziska. Każde znalezisko powinno być, zgodnie z ustawą o zabytkach antycznych, zgłoszone do muzeum, które ma prawo włączyć je do swoich zbiorów albo przekazać do innego muzeum. Tą drogą trafia do muzeum kilkaset znalezisk rocznie. 

### Zbiory historyczne
Zbiory historyczne Fińskiego Muzeum Narodowego Historii obejmują około 135 tysięcy eksponatów, świadectw fińskiej kultury materialnej od czasów średniowiecza po współczesność. Są tu głównie reprezentowane eksponaty związane z historią kultury stanowej oraz przedmioty liturgiczne. Typowe eksponaty to: meble, odzież i inne tekstylia, szkło, porcelana i srebro, biżuteria, portrety i broń. Do zbiorów historycznych także wszystkie znaleziska z wykopalisk z czasów historycznych.
Oprócz zbiorów Muzeum Narodowego, pokazuje się eksponaty należące do zbiorów z innych muzeów i rezydencji w różnych częściach kraju.
Kolekcja uzupełniana jest drogą darowizn i zakupów. Z darowizn pochodzą m.in.: Armfeltska samlingen, Claes Nordstedts glassamling i kolekcja Vera Saarela (zbiór rosyjskiej porcelany). Wszystkie eksponaty są dokładnie zarchiwizowane w specjalnych katalogach.

### Zbiory etnograficzne
Zbiory etnograficzne Fińskiego Muzeum Narodowego obejmują około 85 tysięcy eksponatów, dających szeroki pogląd na fińską kulturę ludową. Oprócz eksponatów Muzeum Narodowego prezentowane są również zbiory należące do innych muzeów i budynków ludowych.
Najbardziej znacząca część zbiorów etnograficznych powstała utworzona w wyniku XIX-wiecznej działalności kolekcjonerskiej. Zgromadzone eksponaty stanowiły ponad połowę połączonych kolekcji w Państwowym Muzeum Historycznym, założonym w 1893. Unikalne są kolekcje tekstyliów i ubiorów, zbierane na obszarze od Południowej Karelii do Przesmyku Karelskiego przez filię Cesarskiego Uniwersytetu Aleksandryjskiego (obecnie Uniwersytet Helsiński) w Wyborgu.
Zbiory obejmują okres od XVI w. do dziś. Najstarszy eksponat pochodzi z 1542. Większość eksponatów reprezentuje fińską kulturę ludową i tradycyjne gałęzie przemysłu, ale zgromadzono też nowsze, wytwarzane w sposób przemysłowy, dobra konsumpcyjne .
Obecnie zbiory są powiększane poprzez darowizny i zakupy. Muzeum Narodowe posiada również pokaźny zbiór eksponatów lapońskich - 2600 egzemplarzy. Większość z nich została zebrana w latach 1902–1939 podczas wypraw kolekcjonerskich do Laponii.

#### Zbiory z innych kontynentów
Zbiory ogólnoetnograficzne i ugrofińskie obejmują łącznie ok. 40 tysięcy eksponatów i zostały zgromadzone począwszy od XIX w. przez fińskich podróżników, naukowców, misjonarzy, marynarzy i kolekcjonerów dzieł sztuki. Pierwszy eksponat, płaszcz obrzędowy Indian Salisz, został skatalogowany w 1828. 
Zbiory ugrofińskie obejmują przedmioty pochodzące od narodów mówiących językami ugrofińskimi. Najbardziej wartościowe z nich zostały zgromadzone w wyniku podróży badawczych z przełomu XIX i XX w., których celem było zbadanie pochodzenia języka fińskiego i jego pokrewieństwa z innymi językami.

### Zbiory monet
Dział ten obejmuje monety, medale i odznaki. Zbiór monet jest starszy niż Muzeum Narodowe. Ma swój początek w zbiorach Uniwersytetu w Turku, datowanych na połowę XVIII w. Stanowi on zarazem tę część zbiorów, która nie padła pastwą pożaru miasta w 1827. Wraz z pozostałościami kolekcji uniwersyteckiej zbiór ten został przeniesiony po pożarze do Helsinek. Od 1920 jest przechowywany w Muzeum Narodowym.
W kolekcji znajdują się monety z całego świata z okresu ponad 2500 lat. Większość kolekcji stanowią monety szwedzkie i rosyjskie, które były w użyciu w Finlandii. Bardzo reprezentatywny jest zbiór fińskich monet i banknotów z okresu od 1800  do dziś.
Od samego początku w kolekcji uniwersyteckiej znalazły się monety antyczne, a zbiór dodatkowo powiększył się w 2002 dzięki włączeniu doń kolekcji 2 tysięcy antycznych greckich monet, należącej do Centralnego Banku Oszczędnościowo-Akcyjnego (Säästöpankkien keskus-osake-pankki). Uzupełnienie kolekcji stanowią zbiory medali i odznaczeń.

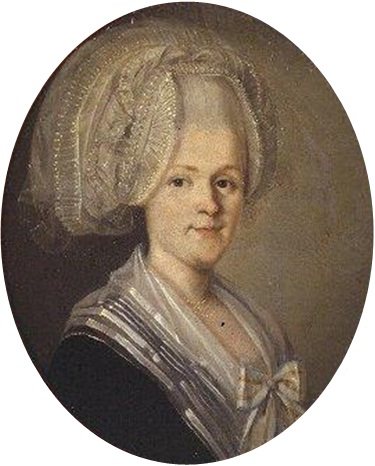
Nils Schillmark, Portret Anny Marii Backman, XVIII w.
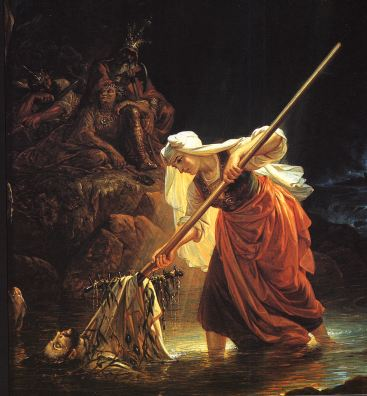
Robert Wilhelm Ekman, Matka Lemminkäinena nad rzeką Tuonelą